# ديفيد جيفارا
ديفيد جيفارا هو منافس ألعاب قوى إكوادوري، ولد في 11 فبراير 1983.

## وصلات خارجية
- ديفيد جيفارا على موقع الاتحاد الدولي لألعاب القوى (الإنجليزية)